# 52 Dywizja Strzelecka (ZSRR)
52 Dywizja Strzelecka (ros. 52-я стрелковая дивизия) – związek taktyczny piechoty Armii Czerwonej.

## Formowanie i walki
Sformowana w 1935 w Moskiewskim Okręgu Wojskowym. 

Brała udział w agresji na Polskę walcząc w  składzie 23 Korpusu Strzeleckiego. Zimą 1940 roku została skierowana w skład wojsk biorących udział w wojnie zimowej z Finlandią, po której zakończeniu pozostała w Leningradzkim Okręgu Wojennym.
W czerwcu 1941 roku w składzie 14 Armii. 26 grudnia 1941 przeformowana w 10 Gwardyjską Dywizję Strzelecką.
1 marca 1942 powtórnie sformowana na bazie 5 Brygady Saperów. W styczniu 1944 walczyła w składzie 64 Korpusu Strzeleckiego, 57 Armii, 2 Frontu Ukraińskiego.

## Struktura organizacyjna
Pierwsze formowanie
- 58 pułk strzelecki
- 112 pułk strzelecki
- 205 pułk strzelecki
- 158 pułk artylerii lekkiej
- 208 pułk artylerii haubic (przeformowany w 73 pa)
- 411 samodzielny batalion czołgów[2]
- 54 dywizjon artylerii przeciwpancernej
- 314 dywizjon artylerii przeciwlotniczej
- 62 batalion rozpoznawczy
- 29 batalion saperów
- 7 batalion łączności
- 37 batalion medyczno-sanitarny
- 61 batalion transportowy
- 191 piekarnia polowa
- 42 punkt weterynaryjny
- 105 stacja poczty polowej
- 201 kasa polowa

Drugie formowanie
- 429 pułk strzelecki
- 431 pułk strzelecki
- 439 pułk strzelecki
- 1028 pułk artylerii lekkiej
- 405 dywizjon artylerii przeciwpancernej
- 127 kompania rozpoznawcza
- 164 batalion saperów
- 587 batalion łączności (563 kłącz)
- 106 batalion medyczno-sanitarny
- 42 kompania przeciwchemiczna
- 527 kompania transportowa
- 371 piekarnia polowa
- 842 punkt weterynaryjny
- 1150 stacja poczty polowej
- 201 kasa polowa

## Dowódcy dywizji
- płk Iwan Russijanow (był w 1939)[1]